# John Marshall (capitán)
John Marshall (Ramsgate, 26 de febrero de 1748 – 1819) fue un marino británico. En sus viajes exploró las islas Marshall, razón por la cual el archipiélago lleva su nombre.

## Biografía
Nació el 26 de febrero de 1748 en Ramsgate, una localidad costera del condado inglés de Kent. A la edad de diez años comenzó como aprendiz de marinero, desde entonces pasó su vida en el mar.
Marshall fue el capitán del Scarborough, un barco mercante que realizó dos de los primeros viajes de transporte de convictos desde Gran Bretaña a Australia para establecer una colonia penal.
En el primer viaje el Scarborough formó parte de un convoy de once barcos —conocido como la Primera Flota— que partió de Inglaterra el 13 de mayo de 1787 y, siguiendo la ruta del Cabo, llegó a Nueva Gales del Sur el 19 de enero de 1788. Esta flota, comandada por Arthur Phillip, primer gobernador de Nueva Gales del Sur, transportaba convictos, infantes de marina con sus familias y provisiones para la nueva colonia. Los colonos se establecieron en Port Jackson, en un lugar que llamaron Sydney Cove (cala de Sídney).

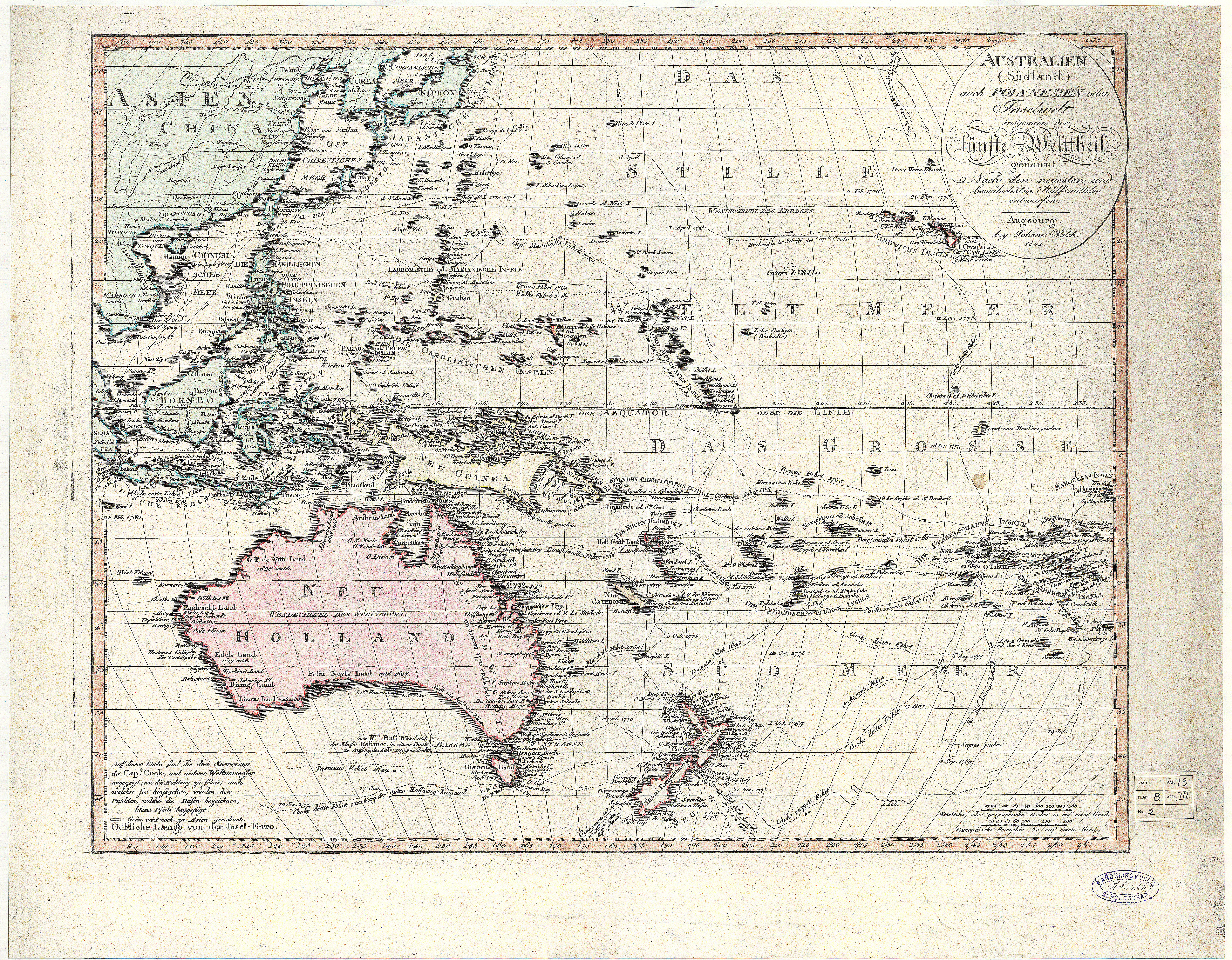
Mapa de 1802 que muestra la ruta seguida por Marshall y Gilbert en su viaje de Australia a China.

El Scarborough, junto con el Charlotte al mando de Thomas Gilbert, partió de Port Jackson el 6 de mayo de 1788 con destino a Cantón en China para recoger un cargamento de té en su viaje de retorno a Inglaterra. Para llegar a China los dos capitanes tomaron dirección noreste, ruta que sería denominada «pasaje exterior». En el transcurso de su viaje recorrieron los archipiélagos que más tarde llevarían su nombre, aunque ya habían sido visitados por Alonso de Salazar el siglo XVI y Pedro Fernández de Quirós a principios del siglo XVII.
En 1790 Marshall realizó su segundo viaje transportando convictos y soldados
a Nueva Gales del Sur. Partió de Inglaterra el 17 de enero, en un convoy formado por seis barcos —la Segunda Flota—, y llegó a la bahía de Sídney el 28 de junio. A diferencia del primer viaje, los convictos que transportaba sufrieron una elevada mortalidad. El 8 de agosto de 1790 el Scarborough partió de Sídney, repitiendo el viaje de vuelta, aprovisionándose de té en Cantón.
Marshall también participó en la guerra de Independencia de los Estados Unidos y en las Guerras Napoleónicas, donde fue gravemente herido. Murió en 1819.